# Wydmuchrzyca piaskowa
Wydmuchrzyca piaskowa, wydmuchrzyca nadmorska (Leymus arenarius (L.) Hochst.) – gatunek rośliny z rodziny wiechlinowatych (Poaceae).

## Zasięg występowania
Występuje w środkowej i północnej Europie, głównie na wydmach nadmorskich, rzadziej na śródlądowych. Nie występuje w basenie Morza Śródziemnego. Jako gatunek zawleczony rozprzestrzenia się gdzieniegdzie poza tymi obszarami swojego rodzimego zasięgu. W Polsce rośnie pospolicie nad Bałtykiem, w innych regionach kraju tylko jako gatunek zawleczony lub uprawiany.

## Morfologia

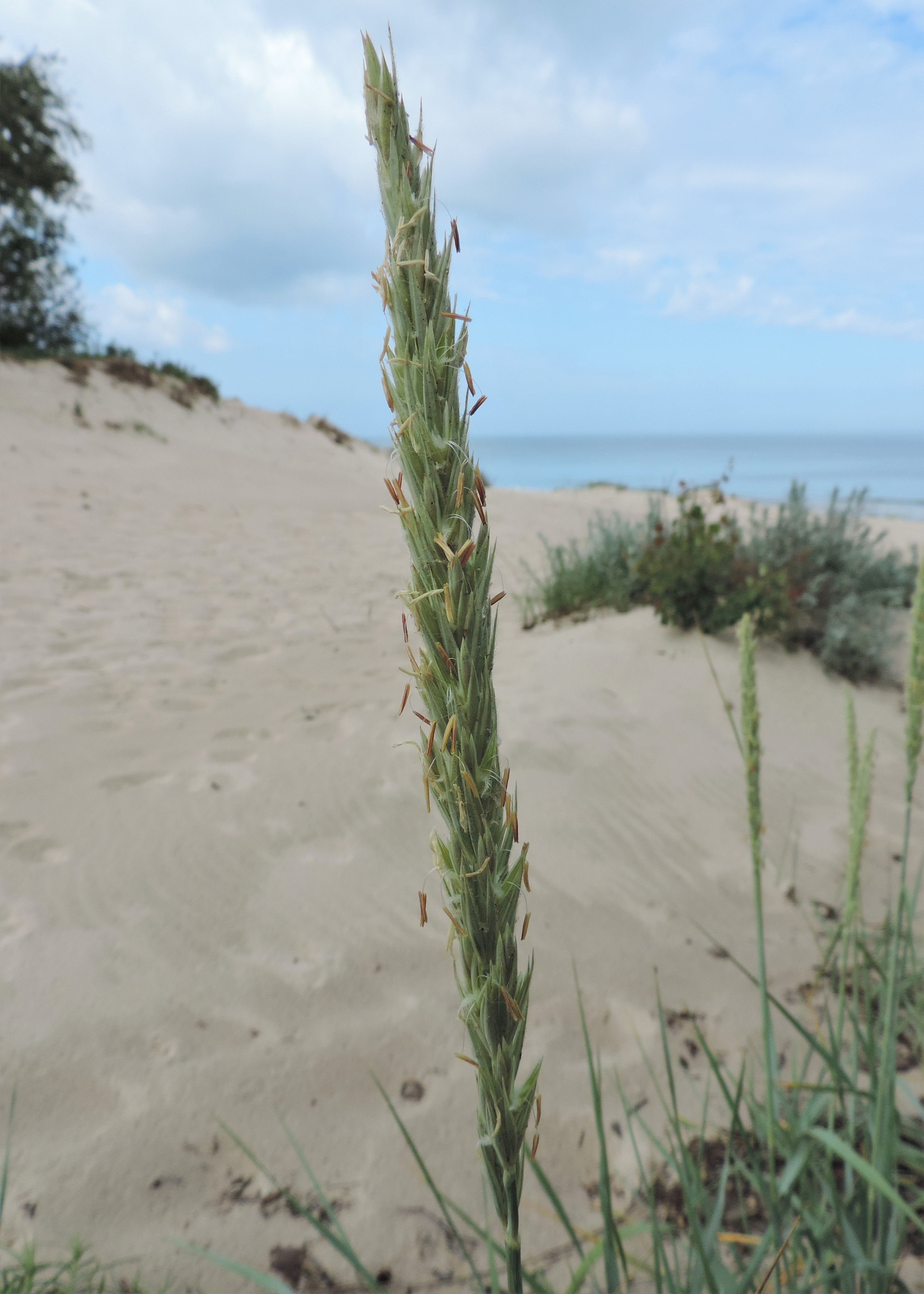
Kwiatostan

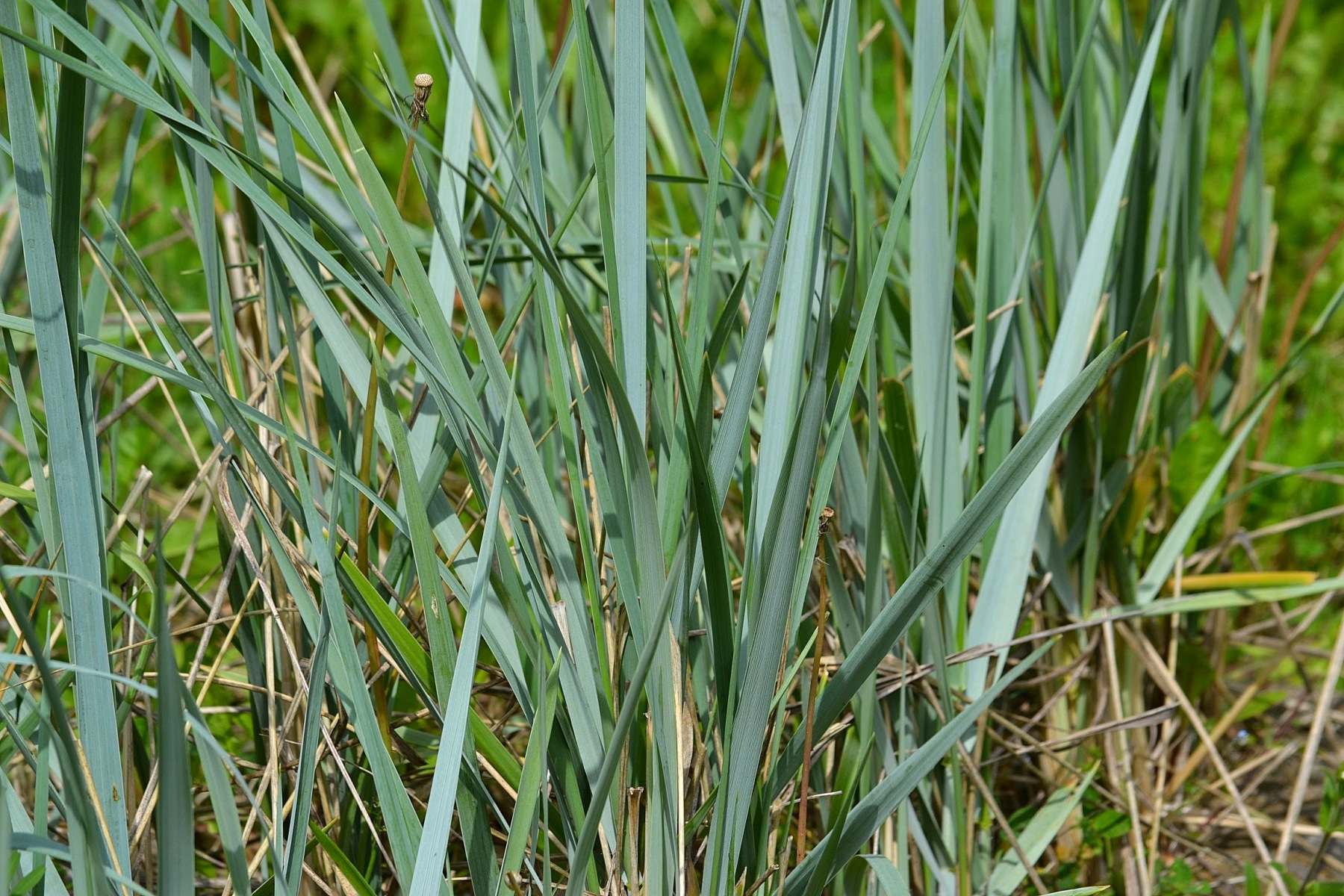
Szaroniebieskie liście

PokrójTrawa trwała, bardzo masywna, w gęstych kępach, z daleko sięgającymi kłączami o budowie piętrowej. Cała roślina ma szarozieloną barwę.
ŁodygaGrube i sztywne źdźbło o wysokości do 1 m, wzniesione lub nieco rozpostarte, dość mocne, nagie, nierozgałęzione. Pod ziemią tworzy długie, czołgające się kłącze.
LiścieJęzyczki liściowe długości ok. 1 mm, nieco zgrubiałe, delikatnie owłosione. Pochwy liściowe nagie, na górnym końcu z wąskimi, zagiętymi uszkami. Blaszki liściowe, podobnie jak pochwy szaroniebieskawe, o ostrym wierzchołku, bardzo sztywne i mocne, długości 20–60 cm, płaskie lub trochę zwinięte, szerokości 7-20 mm, z wyraźnie wystającymi nerwami z wierzchu, delikatnie szorstkie od górnej strony, od spodu zupełnie gładkie.
KwiatyKłosy wzniesione, długości do ok. 30 cm i szerokości 2-2,5 cm, gęste, sztywne. Kłoski prawie bez szypułek, ustawione parami, naprzemianległe po obu stronach osadki, długości 2–3 cm, wydłużone, nieco spłaszczone, 3-6 kwiatowe. Plewy z wyraźnym grzbietem, prawie tak długie jak kłoski, zaostrzone, dość sztywne. Plewki dolne zaostrzone, 7-nerwowe, delikatnie owłosione.

## Biologia i ekologia

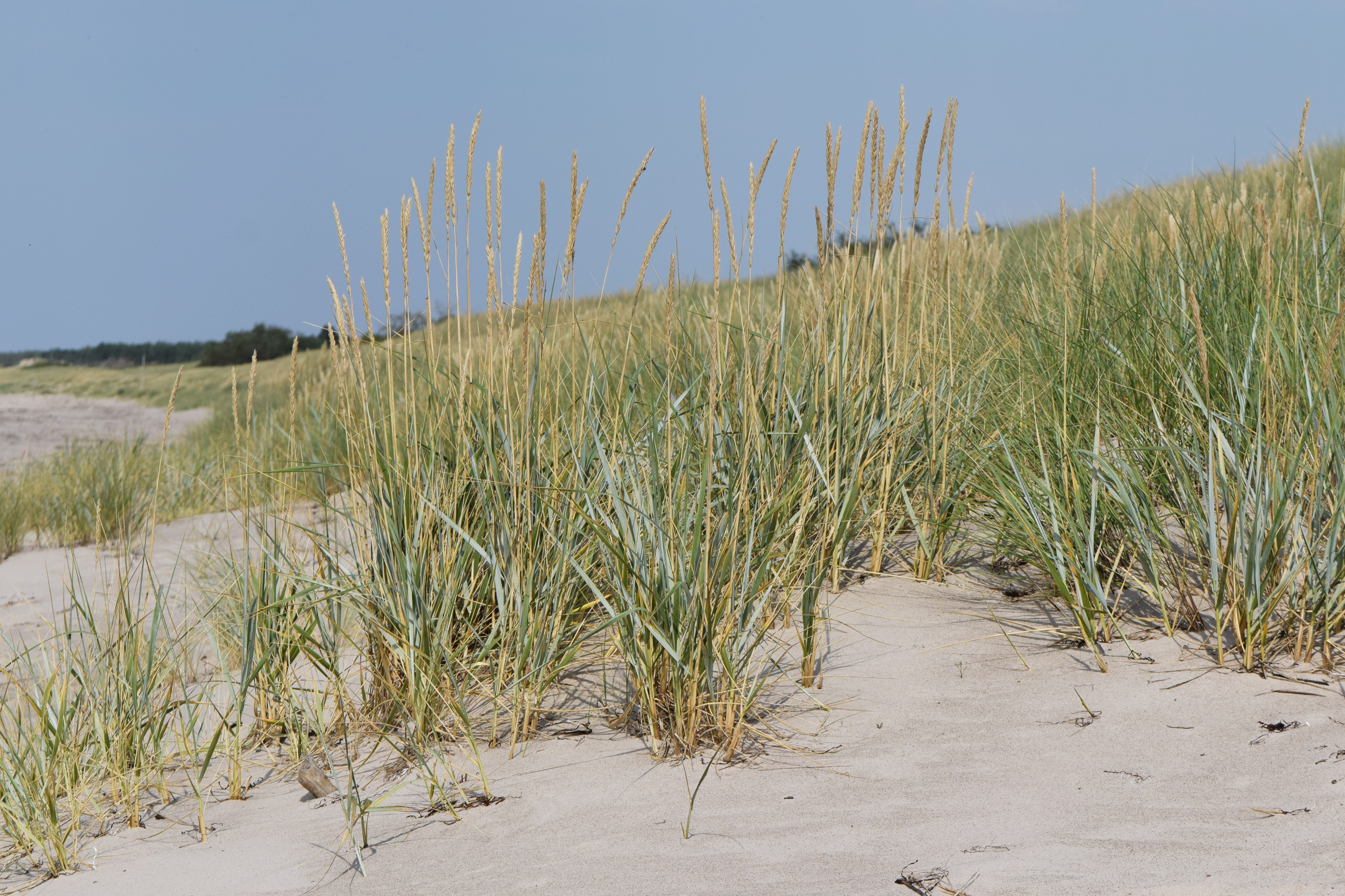
Na wydmach na bałtyckim wybrzeżu w Darłówku

RozwójBylina, geofit. Kwitnie od maja do lipca. Roślina wiatropylna.
SiedliskoZasiedla luźne piaski wydmowe, jako lekko azotolubny występuje w pobliżu strefy zalewanej przez fale, gdzie następuje rozkład szczątków materii organicznej. Wydmuchrzyca piaskowa jest obok piaskownicy zwyczajnej jednym z gatunków typowych dla roślinności wydmy białej. W porównaniu z piaskownicą jest mniej odporna na zasypywanie piaskiem. Gęste płaty wydmuchrzycy są skutecznym sposobem na utrzymanie piasku, więc stosowane są do umacniania wydm nad Bałtykiem.
FitosocjologiaGatunek charakterystyczny dla: klasy (Cl.) Ammophiletea, związku (All.) Koelerion glaucae i Ass. Festuco-Elymetum arenarii.
GenetykaLiczba chromosomów 2n= 56.
ZmiennośćTworzy mieszańce z perzem właściwym i p. sitowym.